# Non Dua
Non Dua (Thai: โนนเดื่อ – Non Duea) ist ein archäologischer Fundplatz in der Provinz Roi Et.

## Lage und Grabungsgeschichte
Non Dua liegt in Amphoe Suwannaphum, Provinz Roi Et, im Isan (Nordost-Thailand). Non Dua liegt im unteren Tal des Flusses Mae Nam Chi, der eine wichtige West-Ost-Verbindung zwischen dem Mae Nam Chao Phraya und dem Mekong darstellt.
Zwischen 1969 und 1970 erforschten Charles Higham und Hamilton Parker die Fundstätte zum ersten Mal. Zwei Jahrzehnte später fertigte John Parry Satellitenaufnahmen der Gegend an, die ebenfalls Aufschluss zur Besiedlungsgeschichte gaben.

## Funde
Man fand einen von einem Graben umgebenen Ort, der während des ersten Jahrtausends v. Chr. besiedelt worden war und von Salzherstellung und -handel lebte. Die Satellitenaufnahmen von Parry zeigen Kanäle aus dem Lam Siao Yao und beweisen eine effiziente Regulierung des Wasserflusses in der Gegend des Chi.